# Koripallon miesten SM-sarjakausi 1973-1974
La Koripallon miesten SM-sarjakausi 1973-1974 è stata la 34ª edizione del massimo campionato finlandese di pallacanestro maschile. La vittoria finale è stata ad appannaggio del Playboys Honka.

## Risultati

### Stagione regolare
|     | Squadra            | G  | V  | P  | PF   | PS   | Pt. | Qualificazione |
| --- | ------------------ | -- | -- | -- | ---- | ---- | --- | -------------- |
| 1.  | Tapion Honka       | 18 | 17 | 1  | 1754 | 1394 | 34  | playoff        |
| 2.  | Playboys Honka     | 18 | 14 | 4  | 1499 | 1318 | 28  | playoff        |
| 3.  | Turun NMKY         | 18 | 13 | 5  | 1590 | 1380 | 26  | playoff        |
| 4.  | Pantterit          | 18 | 10 | 8  | 1491 | 1508 | 20  | playoff        |
| 5.  | Helsingin NMKY     | 18 | 9  | 9  | 1504 | 1514 | 18  |                |
| 6.  | KTP-Basket         | 18 | 8  | 10 | 1552 | 1590 | 16  |                |
| 7.  | Hels. Kisa-Toverit | 18 | 6  | 12 | 1413 | 1551 | 12  |                |
| 8.  | Pispalan Tarmo     | 18 | 6  | 12 | 1469 | 1618 | 12  |                |
| 9.  | Hyvinkään Tahko    | 18 | 5  | 13 | 1460 | 1606 | 10  | retrocesse     |
| 10. | Peli-Karhut        | 18 | 2  | 16 | 1404 | 1657 | 4   | retrocesse     |

## Playoff
|  | Semifinali | Semifinali     | Semifinali |                |    | Finale    | Finale | Finale |  |
|  |            |                |            |                |    |           |        |        |  |
|  | 1.         | Tapion Honka   | 0          |                |    |           |        |        |  |
|  | 1.         | Tapion Honka   | 0          |                |    |           |        |        |  |
|  | 4.         | Pantterit      | 2          |                |    |           |        |        |  |
|  | 4.         | Pantterit      | 2          |                | 4. | Pantterit | 1      |        |  |
|  |            |                |            |                | 4. | Pantterit | 1      |        |  |
|  |            |                | 2.         | Playboys Honka | 2  |           |        |        |  |
|  | 2.         | Playboys Honka | 2.         | Playboys Honka | 2  | 2         |        |        |  |
|  | 2.         | Playboys Honka |            |                |    |           |        |        |  |
|  | 3.         | Turun NMKY     | 1          |                |    |           |        |        |  |

| Koripallon miesten SM-sarjakausi 1973-1974 |
| ------------------------------------------ |
| Playboys Honka 6º titolo                   |

## Formazione vincitrice
| N° | Naz.                 | Ruolo | Sportivo        |  | Alt. |  |
| -- | -------------------- | ----- | --------------- |  | ---- |  |
|    | Finlandia (bandiera) |       | Kari Liimo      |  | 200  |  |
|    | Finlandia (bandiera) |       | Kari Lahti      |  | 202  |  |
|    | Finlandia (bandiera) |       | Jyrki Immonen   |  | 183  |  |
|    | Finlandia (bandiera) |       | Lars Karell     |  | 191  |  |
|    | Finlandia (bandiera) | P     | Klaus Mahlamäki |  | 187  |  |
|    | Finlandia (bandiera) | All.  | Seppo Kuusela   |  |      |  |